# Kalaw
Kalaw é uma cidade e município do estado de Xã, no Mianmar (Birmânia).